# Quincy, Illinois
Quincy är en stad i Adams County i delstaten Illinois i USA. År 2000 hade staden 40 366 invånare. Den har enligt United States Census Bureau en area på 37,9 km², varav 0,1 km² är vatten.
Staden är huvudort i Adams County. Den är belägen omedelbart intill Mississippifloden som utgör gräns till delstaten Missouri. Staden fick sitt namn 1825 efter USA:s president John Quincy Adams samtidigt som countyt, som också fick sitt namn efter presidenten, grundades. John Wood var en av ortens grundare.